# Roberta Bondar
Roberta Bondar (Sault Ste. Marie (Ontário), 4 de dezembro de 1945) foi a primeira astronauta canadense e a primeira neurologista a ir ao espaço.
Formada e com doutorado em zoologia, agricultura, patologia experimental e neurobiologia, a Dra. Bondar começou seus treinamentos em 1984 na Agência Espacial Canadense e em 1990 foi designada astronauta-especialista para o Laboratório Internacional de Microgravidade, subindo ao espaço em janeiro de 1992 a bordo do ônibus espacial Discovery, na missão STS-42, para realizar experimentos biológicos no módulo científico Spacelab. Com esta missão, além de ser a primeira canadense ela também tornou-se o primeiro neurologista a ir ao espaço. 
Durante quase uma década após isso, ela liderou uma equipe internacional de pesquisadores da NASA estudando material dos dados obtidos por astronautas em missões espaciais para compreender melhor os mecanismos subjacentes à capacidade do corpo de se recuperar da exposição ao espaço.Uma das profissionais mais preparadas em sua área que já foram ao espaço, Roberta deixou a agência após este trabalho e tornou-se chanceler da Universidade Trent entre 2003 e 2009.
Cidades canadenses como Ajax, Brampton, Ottawa e sua cidade natal Sault Ste. Marie (Ontário) batizaram escolas com seu nome em sua homenagem. Em 2011, foi a primeira dos astronautas canadenses a ser induzida na Calçada da Fama do Canadá, em Toronto.
Entre outras honrarias, recebeu a Ordem do Canadá e a Order of Ontario.